# Marienkirche Untergeng

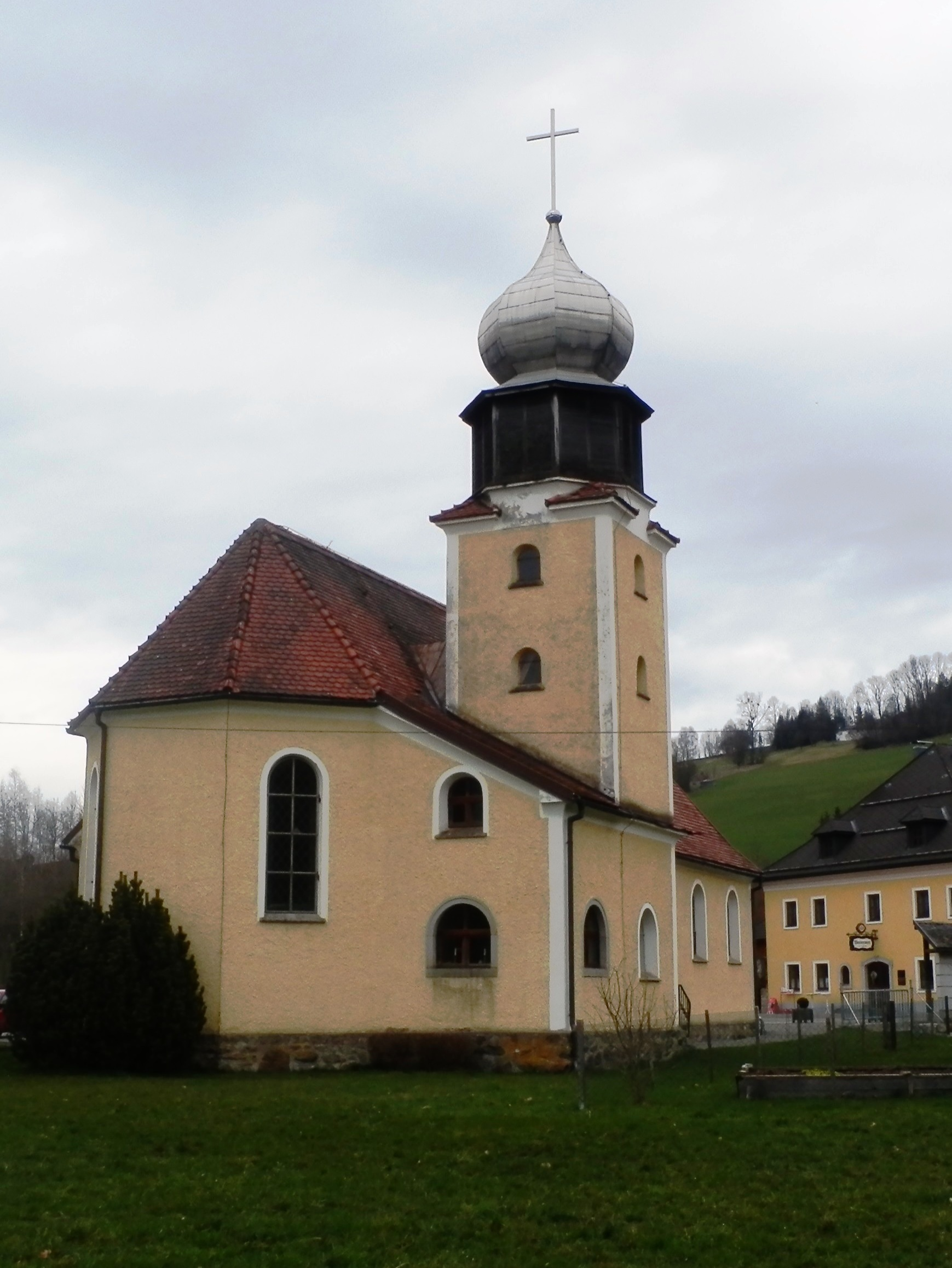
Marienkirche Untergeng

Die Marienkirche Untergeng steht in der Gemeinde Eidenberg in Oberösterreich. Die römisch-katholische Filialkirche Mariä Himmelfahrt der Pfarrkirche Gramastetten gehört zum Dekanat Ottensheim in der Diözese Linz.

## Geschichte
Die Planungen für einen Kirchenbau in Untergeng reichen weit zurück, konkret verfolgt wurden sie im Jahr 1950. Eine Abordnung von vier Einwohnern von Untergeng bemühte sich beim Ordinariat Linz, den Bau der Kirche durchzusetzen. Auch die Zustimmung des Abtes von Stift Wilhering musste eingeholt werden, da die Kirche im Wilheringer Pfarrgebiet Gramastetten situiert ist. Nachdem auch Bischofkoadjutor Franz Zauner im Namen des Bischofs den Bau genehmigte, wurde von der Bevölkerung der Plan umgesetzt. Franziska Neumüller stiftete den Baugrund, der Kirchenbauverein wurde am 26. November 1950 gegründet, und die Baubewilligung wurde eingeholt. Der Entwurf stammt vom Architekten Hans Foschum, Oberbaurat der Landesbaudirektion.
Am 14. Mai 1951 erfolgte die Grundsteinlegung, am 24. Mai 1953 weihte Bischofkoadjutor Franz Zauner die Kirche der Himmelfahrt Marias, am 12. September 1954 fand die Glockenweihe statt, am 24. November 1957 folgte die Orgelweihe.
Im Jahr 2000 wurde der Altarraum von Wolfgang Stifter neu gestaltet und ein Volksaltar aufgestellt, der am 4. Dezember 2000 von Abt Gottfried Hemmelmayr geweiht wurde.
Üblicherweise sind katholische Kirchen im Besitz der Pfarren, die Marienkirche Untergeng ist jedoch im Besitz des Kirchenbauvereins. Sie ist die einzige Vereinskirche in Oberösterreich und eine der nur drei katholischen Vereinskirchen in Österreich.

## Beschreibung
Die breit gelagerte Saalbau schließt mit einem eingezogenen, polygonalen Chor im Westen. Der südlich angebaute Kirchturm besitzt einen romantisierenden Zwiebelhelm, die Eingangsfront im Osten einen Schopfwalmgiebel.
Im Inneren wird die Flachdecke durch sichtbare Holzträme gegliedert. Im Osten befindet sich eine hölzerne Empore auf Konsolen.
Die Orgel ist eines der letzten Werke der traditionsreichen Orgelbaufirma Mauracher.